# Frédéric Guilbert
Frédéric Guilbert (* 24. Dezember 1994 in Valognes) ist ein französischer Fußballspieler. Zumeist auf der rechten Abwehrseite eingesetzt, wurde er bei SM Caen ausgebildet, wohin er über Umwege in dem Amateurfußball und dem sportlichen Durchbruch bei Girondins Bordeaux zurückkehrte, bevor es ihn im Sommer 2019 in die Premier League zu Aston Villa zog. Nach einer Station bei Racing Straßburg steht er seit August 2024 bei der US Lecce unter Vertrag.

## Karriere
Frédéric Guilbert begann im Alter von sechs Jahren das Fußballspielen in seiner Geburtsstadt bei der AS Valognes. Nachdem er zwölf geworden war, schloss er sich der Jugendabteilung des in der Nähe befindlichen Profiklubs SM Caen an. Dort kam er später zu zwei ersten Einsätzen in der zweiten Mannschaft, bevor er zunächst einmal „aussortiert“ wurde und sich zur Saison 2013/14 in der fünftklassigen CFA2 der ebenfalls in der Normandie beheimateten AS Cherbourg anschloss. Dort war er Stammspieler in der Mannschaft, die den ersten Platz belegte und zog damit das Interesse von Patrick Battiston – Verantwortlicher bei Girondins Bordeaux – auf sich.
In Bordeaux war Guilbert in der Saison 2014/15 zunächst – wie schon in Caen – primär für die Reserveelf vorgesehen, aber im Folgejahr debütierte er am 5. April 2015 gegen den RC Lens in der höchsten französischen Spielklasse. Im Mai 2015 unterzeichnete er einen Zweijahresvertrag in Bordeaux. Als erste Wahl auf der Position des Rechtsverteidigers gelang ihm unter dem damaligen Trainer Willy Sagnol in der Saison 2015/16 eine positive sportliche Entwicklung, die sich auch in einem Einsatz am 13. Oktober 2015 für die französische U-21-Auswahl gegen die Ukraine ausdrückte. Als jedoch zur folgenden Spielzeit 2016/17 mit Jocelyn Gourvennec ein neuer Trainer nach Bordeaux kam, war Guilbert nur noch Ergänzungsspieler und so ließ man ihn im Oktober 2016 leihweise zu seinem Heimatklub in Caen zurückkehren.
In Caen war Guilbert sofort unangefochtener Stammspieler auf der rechten Abwehrseite und er verhalf seiner Mannschaft zum knappen Klassenerhalt in der Ligue 1. Im Juli 2017 wechselte Guilbert dann fix nach Caen mit der Unterzeichnung eines neuen Vierjahresvertrags. Gut anderthalb Jahre später schloss er sich in England Aston Villa an, wobei nach dem Transfer am 31. Januar 2019 eine Rückleihe bis zum Abschluss der Saison 2018/19 mit Caen vereinbart wurde. Dort war Guilbert ein weiteres Mal im Abstiegskampf verwickelt, der nunmehr jedoch nicht mehr positiv verlief und auf dem vorletzten Abschlusstabellenplatz endete.
Ende Januar 2021 schloss sich Guilbert auf Leihbasis dem französischen Erstligisten Racing Straßburg an. Dort absolvierte er bis zum Ende der Saison 2020/21 13 Meisterschaftsspiele und schoss unter anderem das entscheidende 1:0 im Duell mit der AS Monaco. Nach einer zwischenzeitlichen Rückkehr zu Aston Villa heuerte er Ende August 2021 ein weiteres Mal – nun bis Sommer 2022 – leihweise in Straßburg an. Im Anschluss kehrte er erneut nach England zurück, bevor er sich im Januar 2023 dauerhaft Racing Straßburg anschloss.
Eineinhalb Jahre später wechselte Guilbert im August 2024 zur US Lecce nach Italien.